# Saison 1979-1980 de l'Amicale de Lucé
Maillots
Chronologie
Saison 1978-1979
La saison 1979-1980 de l'Amicale de Lucé constitue le quatrième et dernier exercice sportif consécutif du club en deuxième division.

## Joueurs et encadrement

### Transferts
| Nom                 | Destination / provenance |
| Départs             | Départs                  |
| ------------------- | ------------------------ |
| Joël Auburtin       | Thionville FC            |
| Ridha Ben Mustapha  | FC Melun                 |
| Patrick Bernhard    | AS Nancy-Lorraine        |
| Bernard Goueffic    | FC Lorient               |
| Philippe Massot     | SM Caen                  |
| Yannick Plissonneau | US Orléans               |
| Marcel Pons         | OGC Nice rés.            |
| Branko Kostic       |                          |
| Arrivées            |                          |
| Thierry Buthon      |                          |
| Jean-Claude Chastin | AS Beaune                |
| Loïc Cloarec        |                          |
| Noël Eymery         | RC Fontainebleau         |
| Philippe Guilaine   | Racing Besançon          |
| Bernard Lech        | Paris FC                 |
| Alain Philippe      | Troyes AF                |
| Philippe Prévost    |                          |
| Michel Raulin       | Troyes AF                |
| Gérard Rocton       | SC Chartres              |

### Encadrement
Le club est dirigé par Jacques Toutay, le président, et son frère Jean, directeur sportif.
L'ex-international français André Grillon est toujours en poste pour la saison 1979-1980.

## Compétitions

### Championnat

#### Classement
| Place | Club                | Pts | MJ | V  | N  | D  | Bp | c  | Diff |
| ----- | ------------------- | --- | -- | -- | -- | -- | -- | -- | ---- |
| 10    | Olympique Dunkerque | 31  | 34 | 11 | 9  | 14 | 39 | 38 | +1   |
| 11    | US Orléans          | 30  | 34 | 9  | 12 | 13 | 34 | 44 | -10  |
| 12    | Stade Quimpérois    | 29  | 34 | 11 | 7  | 16 | 38 | 54 | -16  |
| 13    | AAJ Blois           | 27  | 34 | 9  | 9  | 16 | 28 | 50 | -22  |
| 14    | LB Châteauroux      | 26  | 34 | 8  | 10 | 16 | 42 | 55 | -13  |
| 15    | Limoges FC          | 26  | 34 | 8  | 10 | 16 | 30 | 44 | -14  |
| 16    | UES Montmorillon    | 26  | 34 | 8  | 10 | 16 | 37 | 58 | -21  |
| 17    | Amicale de Lucé     | 23  | 34 | 8  | 7  | 19 | 30 | 62 | -32  |
| 18    | FC Chaumont         | 22  | 34 | 7  | 8  | 19 | 35 | 53 | -18  |

Victoire à 2 points

#### Évolution au classement
| Matchs joués | 01 | 02 | 03 | 04 | 05 | 06 | 07 | 08 | 09 | 10 | 11 | 12 | 13 | 14 | 15 | 16 | 17 | 18 | 19 | 20 | 21 | 22 | 23 | 24 | 25 | 26 | 27 | 28 | 29 | 30 | 31 | 32 | 33 | 34 | Nbr de journées promu | Nbr de journées relégable |
| ------------ | -- | -- | -- | -- | -- | -- | -- | -- | -- | -- | -- | -- | -- | -- | -- | -- | -- | -- | -- | -- | -- | -- | -- | -- | -- | -- | -- | -- | -- | -- | -- | -- | -- | -- | --------------------- | ------------------------- |
| Résultats    | D  | N  | N  | D  | D  | N  | D  | D  | V  | D  | D  | V  | V  | N  | D  | D  | D  | V  | N  | N  | N  | D  | V  | D  | D  | V  | D  | D  | D  | V  | D  | V  | D  | D  | -                     | -                         |
| Nbr pts      | 0  | 1  | 2  | 2  | 2  | 3  | 3  | 3  | 5  | 5  | 5  | 7  | 9  | 10 | 10 | 10 | 10 | 12 | 13 | 14 | 15 | 15 | 17 | 17 | 17 | 19 | 19 | 19 | 19 | 21 | 21 | 23 | 23 | 23 | -                     | -                         |
| Rang         | 17 | 15 | 14 | 16 | 18 | 18 | 18 | 18 | 18 | 18 | 18 | 17 | 16 | 15 | 16 | 17 | 18 | 17 | 18 | 17 | 16 | 16 | 16 | 16 | 17 | 16 | 17 | 18 | 18 | 18 | 18 | 17 | 17 | 17 | -                     | 31                        |

### Coupe de France
| 6e tour          | Amicale de Lucé | 2 – 1 | FC Maisons-Alfort |                                                        |                                                        |
| 15 décembre 1979 |                 |       |                   | Stade Jean-Boudrie, Lucé Spectateurs : ? Arbitrage : ? | Stade Jean-Boudrie, Lucé Spectateurs : ? Arbitrage : ? |
| 15 décembre 1979 | rapport         |       |                   | Stade Jean-Boudrie, Lucé Spectateurs : ? Arbitrage : ? | Stade Jean-Boudrie, Lucé Spectateurs : ? Arbitrage : ? |

| 7e tour         | Amicale de Lucé | 2 – 3 | Véloce vannetais (D4) |                                                        |                                                        |
| 12 janvier 1980 |                 |       |                       | Stade Jean-Boudrie, Lucé Spectateurs : ? Arbitrage : ? | Stade Jean-Boudrie, Lucé Spectateurs : ? Arbitrage : ? |
| 12 janvier 1980 | rapport         |       |                       | Stade Jean-Boudrie, Lucé Spectateurs : ? Arbitrage : ? | Stade Jean-Boudrie, Lucé Spectateurs : ? Arbitrage : ? |

## Statistiques

### Joueurs
| Statistiques individuelles des joueurs | Statistiques individuelles des joueurs | Statistiques individuelles des joueurs | Statistiques individuelles des joueurs | Statistiques individuelles des joueurs | Statistiques individuelles des joueurs | Statistiques individuelles des joueurs | Statistiques individuelles des joueurs |
| Poste                                  | Joueurs                                | Championnat                            | Championnat                            | Coupe de France                        | Coupe de France                        | Total                                  | Total                                  |
| Poste                                  | Joueurs                                | M                                      | B                                      | M                                      | B                                      | M                                      | B                                      |
| -------------------------------------- | -------------------------------------- | -------------------------------------- | -------------------------------------- | -------------------------------------- | -------------------------------------- | -------------------------------------- | -------------------------------------- |
| G                                      | Pascal Freselle                        | 9                                      | -                                      | ?                                      | -                                      | 9                                      | 0                                      |
| G                                      | Gérard Rocton                          | 25                                     | -                                      | ?                                      | -                                      | 25                                     | 0                                      |
| D                                      | Farid Boudebza                         | 30                                     | -                                      | ?                                      | -                                      | 30                                     | 0                                      |
| D                                      | Thierry Buthon                         | 1                                      | -                                      | ?                                      | -                                      | 1                                      | 0                                      |
| D                                      | Loïc Cloarec                           | 2                                      | -                                      | ?                                      | -                                      | 2                                      | 0                                      |
| D                                      | Philippe Guilaine                      | 5                                      | -                                      | ?                                      | -                                      | 5                                      | 0                                      |
| D                                      | Yves Lacaille                          | 7                                      | -                                      | ?                                      | -                                      | 7                                      | 0                                      |
| D                                      | Alain Philippe                         | 29                                     | -                                      | ?                                      | -                                      | 29                                     | 0                                      |
| D                                      | Philippe Prévost                       | 16                                     | -                                      | ?                                      | -                                      | 16                                     | 0                                      |
| D                                      | Patrick Vincent                        | 23                                     | -                                      | ?                                      | -                                      | 23                                     | 0                                      |
| M                                      | Didier Bourrelier                      | 11                                     | 2                                      | ?                                      | -                                      | 11                                     | 2                                      |
| M                                      | Thierry Chevalier                      | 17                                     | 1                                      | ?                                      | -                                      | 17                                     | 1                                      |
| M                                      | Antoine Corgiatti                      | 21                                     | -                                      | ?                                      | -                                      | 21                                     | 0                                      |
| M                                      | Dominique Dufoix                       | 28                                     | -                                      | ?                                      | -                                      | 28                                     | 0                                      |
| M                                      | Noël Eymery                            | 5                                      | -                                      | ?                                      | -                                      | 5                                      | 0                                      |
| M                                      | Richard Gisbert                        | 5                                      | 1                                      | ?                                      | -                                      | 5                                      | 1                                      |
| M                                      | Bernard Lech                           | 28                                     | 8                                      | ?                                      | -                                      | 28                                     | 8                                      |
| M                                      | Pascal Leroy                           | 19                                     | -                                      | ?                                      | -                                      | 19                                     | 0                                      |
| M                                      | Michel Raulin                          | 30                                     | 3                                      | ?                                      | -                                      | 30                                     | 3                                      |
| A                                      | Jean-Claude Chastin                    | 33                                     | 2                                      | ?                                      | -                                      | 33                                     | 2                                      |
| A                                      | Thierry Leroy                          | 28                                     | 6                                      | ?                                      | -                                      | 28                                     | 6                                      |
| A                                      | Dominique Paris                        | 8                                      | -                                      | ?                                      | -                                      | 8                                      | 0                                      |
| A                                      | Ramón Ramírez                          | 24                                     | 6                                      | ?                                      | -                                      | 24                                     | 6                                      |
| A                                      | Yann Roux                              | 7                                      | 1                                      | ?                                      | -                                      | 7                                      | 1                                      |

## Autres équipes
Championne de la Ligue du Centre la saison précédente, l'équipe réserve évolue en Division 4 pour la saison 1979-1980. L'Amicale de Lucé possède donc deux équipes au niveau national durant cet exercice. Placé dans le groupe B, l'équipe réserve lucéenne se maintient avec une dixième place finale, à seulement deux points des adversaires relégués.
Reléguée en 3e division du District d'Eure-et-Loir, l'équipe C échoue à remonter immédiatement en terminant à la seconde place du groupe 2 (seuls les premiers de chaque groupe sont promus).
En situation de forfait général en 3e division de District la saison précédente, l'équipe D repart à l'échelon inférieur et termine dernière du groupe 4. S'agissant du dernier niveau existant dans le département, l'équipe ne peut être reléguée et poursuit à cet échelon.
| Équipe                                              | Niveau        | Division    | Échelon  | Pos    | Pts    | J  | G  | N | P  | Bp | Bc | Diff |
| --------------------------------------------------- | ------------- | ----------- | -------- | ------ | ------ | -- | -- | - | -- | -- | -- | ---- |
| Équipe réserve                                      | national      | Division 4  | 4e div.  | 10e/14 | 24 pts | 26 | 10 | 4 | 12 | 29 | 32 | -3   |
| Équipe C                                            | départemental | 3D - grp. 2 | 11e div. | 2e/12  | 57 pts | 22 |    |   |    |    |    |      |
| Équipe D                                            | départemental | 4D - grp. 4 | 12e div. | 9e/9   | 22 pts | 16 |    |   |    |    |    |      |
| Victoire = 2 pts, match nul = 1 pt , défaite = 0 pt |               |             |          |        |        |    |    |   |    |    |    |      |